# Landerrouat
Landerrouat – miejscowość i gmina we Francji, w regionie Nowa Akwitania, w departamencie Żyronda.
Według danych na rok 1990 gminę zamieszkiwały 193 osoby, a gęstość zaludnienia wynosiła 39 osób/km² (wśród 2290 gmin Akwitanii Landerrouat plasuje się na 984. miejscu pod względem liczby ludności, natomiast pod względem powierzchni na miejscu 1430.).